# Fontaine-lavoir de Fontenois-lès-Montbozon
La fontaine-lavoir de Fontenois-lès-Montbozon est une fontaine située à Fontenois-lès-Montbozon, en France.

## Description
C'est un monument circulaire comprenant un bassin de lavage rond protégé par un chapiteau recouvert de zinc soutenu par 16 colonnes monolithiques réparties sur deux cercles concentriques. Elle est alimentée par une source intarissable qui remplit d'abord un bassin d'abreuvoir rectangulaire avec de s'écouler dans le lavoir. L'eau se déverse ensuite, par un canal couvert, dans le ruisseau des fontaines, canalisé dans la traversée du village. 

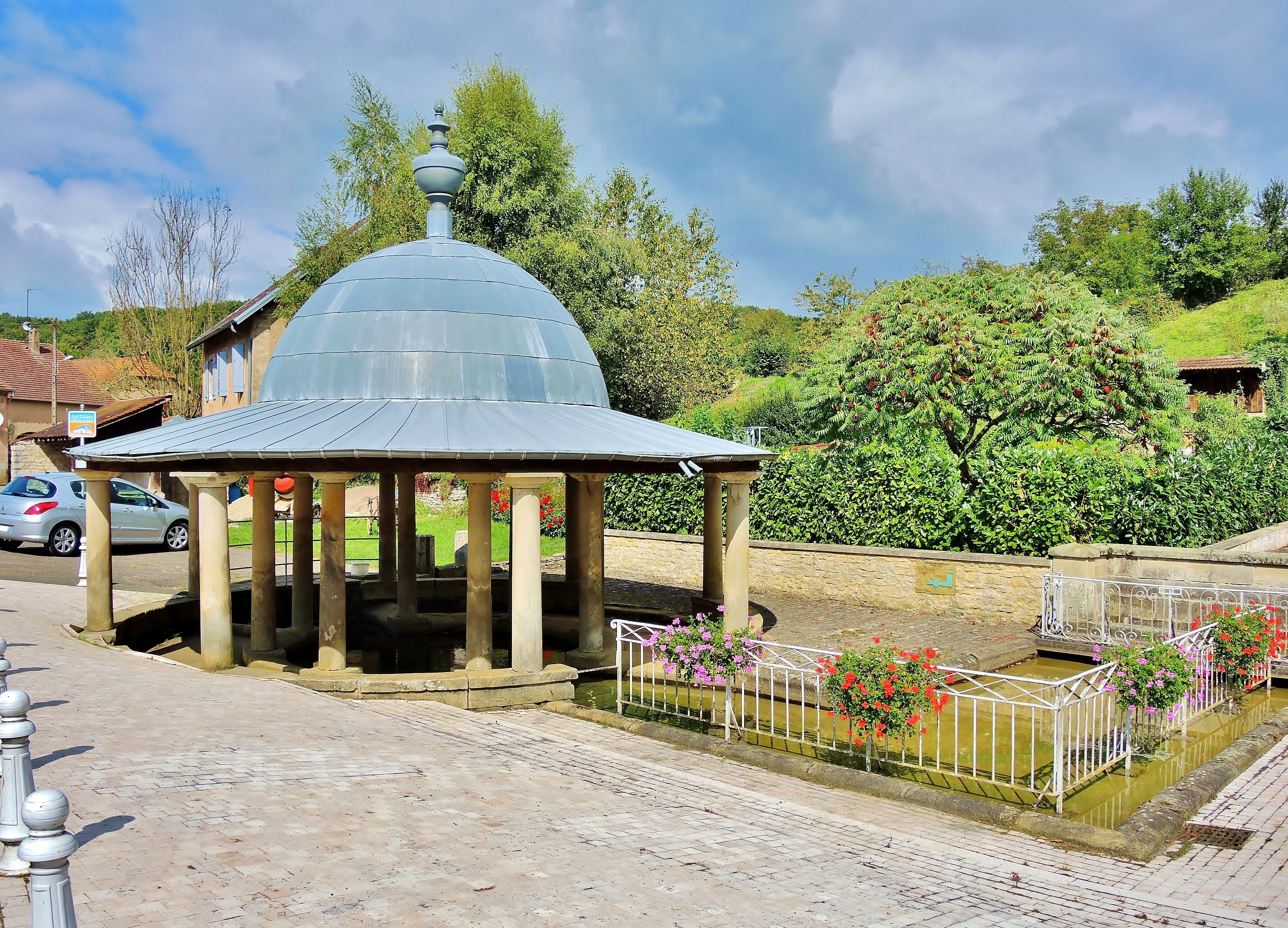
Vue générale de la fontaine.

## Localisation
La fontaine est située sur la commune de Fontenois-lès-Montbozon, dans le département français de la Haute-Saône.

## Historique
La fontaine actuelle a été construite en 1830-1831 d'après les plans de l'architecte Louis-Nicolas Well.
L'édifice est inscrit au titre des monuments historiques en 1979.